# Warhammer 40.000: Dawn of War III
Dawn of War III ist ein im Warhammer-40.000-Universum angesiedeltes Echtzeit-Strategiespiel für Windows, Mac OS und Linux. Wie die beiden Vorgänger wurde das Spiel von Relic Entertainment entwickelt. Die Veröffentlichung übernahm der japanische Publisher Sega, der das Spiel am 27. April 2017 herausbrachte. Es ist der Nachfolger von Dawn of War II aus dem Jahr 2009.

## Handlung
Die Einzelspieler-Kampagne besteht aus 16 aufeinanderfolgenden Missionen, in denen der Spieler regelmäßig zwischen den drei Völkern, bzw. Fraktionen der Space Marines, Eldar und Orks und ihren Sichtweisen wechselt. Alle drei Völker sind auf der Suche nach einem mächtigen Artefakt der Eldar, dem Speer des Khaine.

## Spielprinzip
Die drei Völker des Spiels (Space Marines, Eldar, Orks) werden dem Spieler während der Einzelspieler-Kampagne abwechselnd vorgegeben. In den Missionen setzt der dritte Serienteil einerseits ähnlich wie im ersten Teil auf die gängigen Konventionen der Echtzeit-Strategie mit Basisbau, Einheitenproduktion und Ressourceneroberung. Über die Karte verteilt muss der Spieler Kontrollpunkte erobern, um Anforderungspunkte und Energie zu generieren. Diese werden für den Truppenausbau benötigt. Daneben spielen aber auch besonders mächtige Heldeneinheiten eine Rolle, wie bereits im Vorgänger Dawn of War II. Als neue Ressource hinzugekommen sind die Elite-Punkte, die während der Einzelspieler-Kampagne automatisch mit der Zeit generiert werden. Sie dienen zur Anforderung von Elite-Einheiten und Superfertigkeiten. Lokal aufgebaute Schildgeneratoren sorgen für Schutz der Truppen vor Fernangriffen, Tarnfelder helfen dabei, die vor den Blicken des Gegners zu verbergen.

## Entwicklungsgeschichte
Die Entwicklung des dritten Serienteils wurde im Mai 2016 angekündigt. Während der erste Teil den Schwerpunkt auf klassischem Basen- und Truppenbau gelegt hatte, hatte der zweite den Fokus auf starke Heldenfiguren und Rollenspielelementen verlegt. Der dritte Teil sollte beide Zielgruppen gleichermaßen ansprechen. Das Spiel wurde nach Veröffentlichung mit mehreren Patches um zusätzliche Funktionen erweitert.

## Rezeption
Dawn of War III erhielt meist positive Kritiken (Metacritic: 77 %).

„Dawn of War 3 entfacht intensive und packende Schlachten mit Helden und normalen Einheiten. Kampagne sowie Mehrspieler-Gefechte sind toll, jedoch fällt der Multiplayer-Umfang etwas mager aus.“

Dawn of War III konnte die Umsatzerwartungen nicht erfüllen. Die Analyseplattform Steam Spy schätze die Verkaufszahlen auf der führenden Onlineplattform Steam auf unter 600.000 Kopien, im Gegensatz zu 2,7 Millionen Kopien des Vorgängers. Wegen der schlechten Verkaufszahlen kündigte Relic an, bereits angekündigte Erweiterungen nicht mehr umzusetzen.